# Cylindromyia arator
Cylindromyia arator är en tvåvingeart som beskrevs av Henry J. Reinhard 1956. Cylindromyia arator ingår i släktet Cylindromyia och familjen parasitflugor. Inga underarter finns listade i Catalogue of Life.